# Šah-i-Zinda
Šah-i-Zinda (uzbeško Shohizinda; perzijsko شاه زنده, kar pomeni 'Živi kralj') je nekropola v severovzhodnem delu Samarkanda v Uzbekistanu.

## Zgodovina
Ansambel Šah-i-Zinda vključuje mavzoleje in druge obredne zgradbe iz 11., 15. in 19. stoletja. Ime Šah-i-Zinda (kar pomeni 'živi kralj') je povezano z legendo, da je tukaj pokopan Qutham ibn Abbas, Mohamedov bratranec. V Samarkand je prišel z arabsko invazijo v 7. stoletju, da bi pridigal islam.
Kompleks Šah-i-Zinda je nastal v osmih (od 11. do 19.) stoletjih in zdaj vključuje več kot dvajset objektov.
Ansambel sestavljajo tri skupine stavb: spodnja, srednja in zgornja, ki so povezane s štiriločnimi kupolastimi prehodi, lokalno imenovanimi čartak. Najstarejše stavbe izvirajo iz 11. do 12. stoletja. Danes so se ohranili predvsem njihovi temelji in nagrobniki. Večina sega v 14. in 15. stoletje. Rekonstrukcije iz 16. do 19. stoletja niso bile pomembne in niso spremenile splošne sestave in videza.
Prvotni glavni del - kompleks Kusam-ibn-Abas - je v severovzhodnem delu ansambla. Sestavljen je iz več stavb. Med njimi sta najstarejša, mavzolej in mošeja Kusam-ibn-Abas (16. stoletje).
Zgornjo skupino stavb sestavljajo trije mavzoleji, obrnjeni drug proti drugemu. Najstarejši je mavzolej Khodža-Ahmad (1340), ki zaključuje prehod s severa. Mavzolej iz leta 1361, na desni, omejuje isti prehod z vzhoda.
Srednjo skupino sestavljajo mavzoleji iz zadnje četrtine 14. stoletja - prve polovice 15. stoletja in se ukvarja z imeni Timurjevih sorodnikov, vojaške in duhovniške aristokracije. Na zahodni strani izstopa mavzolej Turkan Ago, Timurjeve nečakinje. Ta enoprostorska kripta s portalno kupolo je bila zgrajena leta 1372. Nasproti je mavzolej Širin Bika Aga, Timurjeve sestre. Zraven mavzoleja Širin-Bika-Aga je tako imenovani oktaeder, nenavadna kripta iz prve polovice 15. stoletja.
V bližini večstopenjskega stopnišča so najbolj proporcionalne stavbe spodnje skupine. Gre za mavzolej z dvojno kupolo iz začetka 15. stoletja. Ta mavzolej je posvečen Kazi Zade Rumiju, znanstveniku in astronomu. Zato ima mavzolej z dvojno kupolo, ki ga je Ulug Beg zgradil nad svojo grobnico v letih 1434 do 1435, višino, primerljivo s kupolami mavzolejev kraljeve družine. Glavna vhodna vrata v ansambel (Darvazakhana ali prvi čartak), obrnjena proti jugu, so bila zgrajena v letih 1434 do 1435 pod Ulug Begom.

## Opis
Vhod v Šah-i-Zinda je na njegovem južnem koncu skozi velik pištak, ki ga je dal zgraditi Ulugh Beg. Omogoča dostop do stopnišča v nebesa, okoli katerega so razporejeni mavzoleji.
Pri tem vhodu sta tudi mošeja in medresa Davlet Koučbegi (1813). Nadalje najdemo obsežen mavzolej Kadi-Zadeh Rumija (1420–1425), ki ga sestavljata dva prostora, na katerih se dvigata visoka modra kupola. Večji od obeh prostorov je kvadratne oblike s štirimi ivani v obliki križa. Ime, ki ga je dobil ta mavzolej, je povezano z dejstvom, da bi lahko bil grob astronoma Kadi-Zadeha Rumija. Pravzaprav so tam odkrili le kosti dveh žensk.
Nato sta bila postavljena dva mavzoleja, obrnjena drug proti drugemu: mavzolej emirja Huseina (1376) in mavzolej emirja Zadéja (1386), preden sta se umaknila dvema drugima mavzolejema s še posebej bogato dekoracijo: mavzoleju Čadi Moulk Aka, prvi timuridski stavbi v Samarkandu, in mavzoleju Čirin Bika Aka. Mavzolej Čadi Moulk Aka pripada Timurjevi nečakinji. Mavzolej Čirin Bika Aka pripada Timurjevi sestri; ima kupolo, katere osnova (boben) ima 16 stranic. Odprtine pod kupolo so zaprte s štukaturnim sklopom, dopolnjenim s steklom različnih barv. Notranje stene so lepo okrašene. Za tem mavzolejem je osmerokotni mavzolej iz 15. stoletja, katerega oblika nakazuje na tradicijo, ki se v regiji malo uporablja.
Naprej, po nekaj mavzolejih, ki so ostali anonimni, na levi strani vidimo mavzolej Alija Nasafija (okoli leta 1385), poimenovan po svojem arhitektu, z zvezdastimi okraski na zunanji strani in kapniškimi ornamenti na notranji strani. Sledi mavzolej Ulug Sultan Begum (okoli leta 1385), nato pa mavzolej emirja Bourondouka, Timurjevega generala.
Na isti strani najdemo mošejo in mavzolej Tuman Ake (1404–1405)[4], Timurjeve žene, mavzolej Hodže Ahmeda (okoli leta 1350, torej eden najstarejših, ki bi lahko služil kot model za preostalo nekropolo) in mavzolej Kutlug Ake (1361), še ene Timurjeve žene. Vse te stavbe so kubične oblike, s kroglasto-stožčasto kupolo, postavljeno na visoke bobne, s fasadami s portali, okrašenimi z muqarnas, prekritimi z lepo okrašeno keramiko.
Končno, obok portika vodi do mošeje Kousama Ibn Abasa, ki je sestavljena iz pravokotnika s tremi kupolami. Mihrab je okrašen z modrim lončenim mozaikom. Soba za romarje, okrašena z glaziranimi ploščicami ima kupolo, razdeljena na osem različnih plošč; pogrebna komora je prekrita z barvito majoliko.